# Diogo Sardinha
Diogo Sardinha, né à Lisbonne en 1971, est un philosophe portugais. 
Après des études à l’Université de Lisbonne, il a soutenu son doctorat à l'Université Paris-Nanterre sous la direction d'Étienne Balibar et son habilitation à l'Université Paris-VIII à Saint-Denis (Seine-Saint-Denis).
Il a été président du Collège international de philosophie et le seul non-français à avoir occupé ce poste depuis la fondation du Collège par Derrida, en 1983. Il y a également dirigé le programme de recherches « Violence et politique ». Chercheur invité au département de philosophie de l'Université pontificale catholique de São Paulo en 2006, à l'Institut de philosophie de l'Université libre de Berlin en 2007 et 2008 et à l’Université de Columbia à New York en 2013.

## Crise financière du Collège international de philosophie
Le 17 octobre 2014, au moment de la crise financière du Collège international de philosophie, Diogo Sardinha signe une tribune dans Le Nouvel Obs pour attirer l’attention sur le « danger de mort » qui menace alors cette institution. Il annonce le lancement d’une « mobilisation publique et internationale pour défendre l'existence du Collège », accompagnée d’une pétition .
Cette tribune fut remarquée à l’étranger. En Allemagne, la Deutschlandfunk Kultur annonce que « le Président du Collège, le philosophe Diogo Sardinha, craint de devoir fermer l’institution en novembre, puisque le ministère de l’enseignement supérieur et de la recherche a supprimé sans justification la subvention annuelle de 240.000 euros. Sur Deutschlandradio Kultur il a demandé la pérennisation du financement et déclaré: “Le Collège avait des relations partout dans le monde et, depuis le départ, le soutien de philosophes allemands – dont Albrecht Wellmer ou Ernst Tugendhat. Nos liens avec l’Allemagne sont très solides.” » 
Au Royaume Uni, le Times Higher Education explique que « le président du Collège, Diogo Sardinha, et l’assemblée collégiale de 50 directeurs de programme (35 en France et 15 dans d’autres pays) ont lancé un appel-pétition international pour sauver le travail de cette institution unique. Il a appelé le président français François Hollande à honorer les engagements initiaux qui ont fondé le Collège et ainsi à assurer la présence de la pensée critique dans la vie publique française. » 
Diffusée en dix-neuf langues, la pétition « Sauvons l’espace civique du Collège international de philosophie, pour le droit à la philosophie pour tous ! » a enfin reçu une réponse favorable de la part de la ministre de l’éducation nationale, de l’enseignement supérieur et de la recherche, Najat Vallaud-Belkacem .
Diogo Sardinha a aussi présenté le Collège international de philosophie dans des médias d’autres pays ,. Par ailleurs, il signe des tribunes sur des sujets d’actualité politique en France  et au Portugal .

## Critiques
En 2013, le philosophe Alain Brossat a critiqué l’interprétation par Diogo Sardinha de l’œuvre de Michel Foucault dans son livre Ordre et temps dans la philosophie de Foucault  (2011) . Diogo Sardinha lui répond dans un texte intitulé « Le livre imaginaire, ou comment oublier une leçon de Foucault » , puis paraît la traduction du livre en espagnol , présentée comme « un grand événement qui élargit nos formes de compréhension du travail de Michel Foucault, vers un horizon herméneutique novateur, puissant, questionnant et polémique. » 

## Ouvrages
- Bertrand Ogilvie et Diogo Sardinha (sous la direction de ), Vivre en Europe: philosophie, politique et science aujourd'hui, L'Harmattan, 2010  (ISBN 9782296104167)
- Diogo Sardinha, Ordre et temps dans la philosophie de Foucault, L'Harmattan, 2011 (compte-rendu dans Materiali foucaultiani  (ISBN 9782296563278)
- Diogo Sardinha, L'émancipation de Kant à Deleuze, Hermann, 2013 (recension dans Implications philosophiques)  (ISBN 9782705687571)
- Franck Jedrzejewski et Diogo Sardinha (sous la direction de), La philosophie et l'archive: Un dialogue international, L'Harmattan, 2017  (ISBN 9782343123745)